# Saison 1984-1985 du SC Abbeville
 (mai 2020).
Maillots
Chronologie
Saison précédente Saison suivante
La saison 1984-1985 du SC Abbeville est la cinquième saison de ce club de football samarien en deuxième division du championnat de France, après son maintien l'année précédente.
Pierre Garcia entraîne le club lors de cette saison. Il est entraîneur du club depuis juillet 1982 et le départ de Robert Tyrakowski. Il compte sur des joueurs présents depuis plusieurs années, tels Michel Gomel, natif d'Abbeville ou l'attaquant William Leboucher, mais aussi Laurent Labarthe et Ibrahima Ba. Les recrues Sadou Do Rego et Michel Curt occupent également un rôle central dans l'équipe abbevilloise.

## Avant-saison

### Transferts

#### Mercato d'été
| Joueur            | P. | Club                  | Transfert           |
| ----------------- | -- | --------------------- | ------------------- |
| Arrivées          |    |                       |                     |
| Alain Bienaimé    | M  | Amiens SC (D3)        | Retour de prêt      |
| Michel Curt       | D  | Olympique d'Alès (D2) | Transfert           |
| Sadou Do Rego     | A  | FC Rouen (D1)         | Transfert           |
| Frédéric Philippe | D  | Formé au club         | Premier contrat pro |

| Joueur              | P. | Club | Transfert      |
| ------------------- | -- | ---- | -------------- |
| Départs             |    |      |                |
| Ibrahima Ba Eusebio | D  |      | Fin de contrat |

## Matchs officiels de la saison
Le tableau ci-dessous retrace dans l'ordre chronologique les 35 rencontres officielles jouées par le SC Abbeville durant la saison. Le club abbevillois a participé aux 34 journées du championnat ainsi qu'à un tour de Coupe de France.
À la fin la saison, Abbeville a remporté 6 matchs, en a perdu 16 et a fait 13 matchs nuls.

## Affluences
Affluence du SC Abbeville à domicile

## Équipe réserve
L'équipe réserve du SC Abbeville sert de tremplin vers le groupe professionnel pour les jeunes du centre de formation mais permet également à certains joueurs non alignés avec l'équipe professionnelle d'avoir du temps de jeu. L'équipe réserve est également utilisée fréquemment par des professionnels en phase de reprise à la suite d'une blessure. Pour cette saison, l'équipe B d'Abbeville évolue en Division 4.
Pour la saison 1984-1985, l'équipe réserve du SC Abbeville évolue dans le groupe A du championnat de France de Division 4, la quatrième division de football en France. L'équipe réserve du SC Abbeville termine cette saison à la treizième place, première équipe reléguée en Division Honneur régionale (5è Division nationale).